# 维吾尔族传统小刀制作技艺
维吾尔族传统小刀制作技艺（維吾爾語：ئەنئەنىۋى پىچاق ياساش ھۈنەر‎）是流传于中华人民共和国新疆维吾尔自治区喀什地区英吉沙县和阿克苏地区沙雅县等地制作维吾尔族常用的小刀的技艺。保护单位为英吉沙县文化馆。吾甫尔·热合曼是维吾尔族传统小刀制作技艺的国家级非物质文化遗产代表性项目代表性传承人。

## 历史

### 英吉沙小刀
现存英吉沙小刀制刀工艺可以追溯到16世纪晚期，铁匠买买提·库拉洪设计制作出了刻有不同图案，并在木柄上涂有不同颜色的小刀。这种小刀深受人喜爱，争相购买。买买提·库拉洪开始收徒，当地人也开始仿制，英吉沙小刀制作工艺开始流传。20世纪初期，如今的芒辛镇地区逐渐成为英吉沙小刀生产的核心地区，但因为缺乏原料，生产始终规模较小。
1954年，英吉沙县成立小刀厂，最初有6名师父和6名学徒作为制作工匠。1956年4月开始由手工业联社管理，后直属于二轻局。随着生产技术的更新，生产成本、效率、产量均得到改善，1998年，小刀厂纯利润5万元人民币。此时，小刀厂不仅生产维吾尔族传统小刀，还会生产蒙古族喜爱的小刀、汉族喜爱的剑等产品。喀拉巴什兰干村在出现英吉沙小刀制造业后就开始有小刀工匠，所以喀拉巴什兰干村也被称为“小刀村”。在县小刀厂建立并盈利以后，喀拉巴什兰干村从事小刀加工的用户数开始增加，20世纪60年代，村子中从事小刀加工的家庭有21户，到1998年，则有近60户人家从事小刀加工工作。20世纪90年代英吉沙民族小刀制品有限责任公司成立，并被定位中华人民共和国全国民族产品定点生产企业。进入21世纪后，“英吉沙小刀”申请了原产地证明商标。2008年，由英吉沙县申报，维吾尔族传统小刀制作技艺被列入中华人民共和国《国家级非物质文化遗产名录》。21世纪20年代，喀拉巴什兰干村成立小刀制作销售农民专业合作社，截止2021年有7家类似的小刀合作社先后成立。并开设数十家门店，超过100人参与小刀制作、销售的工作。喀拉巴什兰干村试图通过结合文化和旅游，为当地村民增收。2021年11月，芒辛镇喀拉巴什兰干村举办了首届英吉沙小刀制作技艺展示评比大赛，有17支队伍参与比赛。

### 沙雅小刀
沙雅县地处阿克苏地区拥有丰富的矿藏资源，特别是金属资源。阿克苏地区也是龟兹的故地，龟兹地区的冶炼业在最迟公元前2世纪便已经在西域驰名。如今阿克苏地区已发现采炼铁遗址十余处。丰富的金属资源矿产和长期的冶炼业的发展给沙雅小刀的出现创造了机会。如今流传的沙雅小刀制作技艺可追溯到19世纪，铁匠托乎提将打铁技艺传授给儿子塔力甫，塔力甫后又将小刀制作技术传授给他的儿子塔石罕（塔西汗、塔什罕）。塔石罕乐于创新，开始将玛瑙、宝石等装饰本来仅由金、银、动物角构成的刀柄。他的塔石罕宝石小刀与众不同，名噪一时，塔什罕也得到了“刀王”的称号。塔石罕不仅创建了小刀品牌“塔石罕”，还培养了很多徒弟。徒弟们有的沿用了“塔石罕”的品牌，有的自创门户。到20世纪初，刀匠铺不仅在沙雅县处处可寻，在库车县（今库车市）等地也有其徒弟的刀匠铺。不过在1958年以后，因为制刀技艺并无太大发展，而机械化、半机械化在制革业，铁、木手工业中占比开始增加，手工制刀技艺一度面临失传的威胁。
20世纪80年代到90年代，手工制作的沙雅小刀进入了快速发展时期。1985年，沙雅县手工业联合社更名为二轻局，并开始广招技师，收集相关资料。沙雅小刀制作技艺开始恢复生产。90年代后，沙雅小刀制作技艺从纯手工进入到半机械化。到了21世纪，机械加工的不锈钢刀刃开始代替部分手工制作的刀刃，小刀开始量产。与此同时，很多沙雅小刀工坊开始注册商标和申请专利，“一杆旗”、“其瓦尔”等品牌注册于此时。2005年，沙雅县沙雅小刀协会成立。2007年，沙雅小刀制作技艺被列为第一批《新疆维吾尔自治区非物质文化遗产名录》。之后和英吉沙小刀一起，以维吾尔族传统小刀的名义被列为《全国非物质文化遗产名录》。2009年，由新疆维吾尔自治区质量技术监督局发布了地方标准《DB65∕T 2996-2009 沙雅小刀》。英买力镇阿其墩村是沙雅小刀的主产地，成员以阿其墩村农民为主的沙雅县民族手工艺小刀制作专业合作社于2008年3月成立。沙雅县英买力镇小刀工艺培训中心、沙雅县民族工艺小刀技能培训（实训）基地同时挂牌于此。2020年，合作社有135名农民组成的社员，在农闲或冬季时，社员会前往合作社制作小刀，合作社进行售卖。

## 使用
当今维吾尔族小刀，既有实用的功能，也可作为装饰。在英吉沙县有用家、爱家、富家三种说法。其中用家，就是作为日常生活中的生产用具，传统刀具会被用来屠宰牲畜、剔骨剥皮、切瓜削果、修理器具等。爱家则是将刀具作为工艺品或纪念品，或送给朋友，或卖予游客。而富家则是达官显贵曾一度将自己专门定制的小刀作为自己身份的象征，定制的小刀起到炫耀自己财富的目的。这些人在前往麦加进行朝觐时，也会携带自己精美的小刀。

## 制作

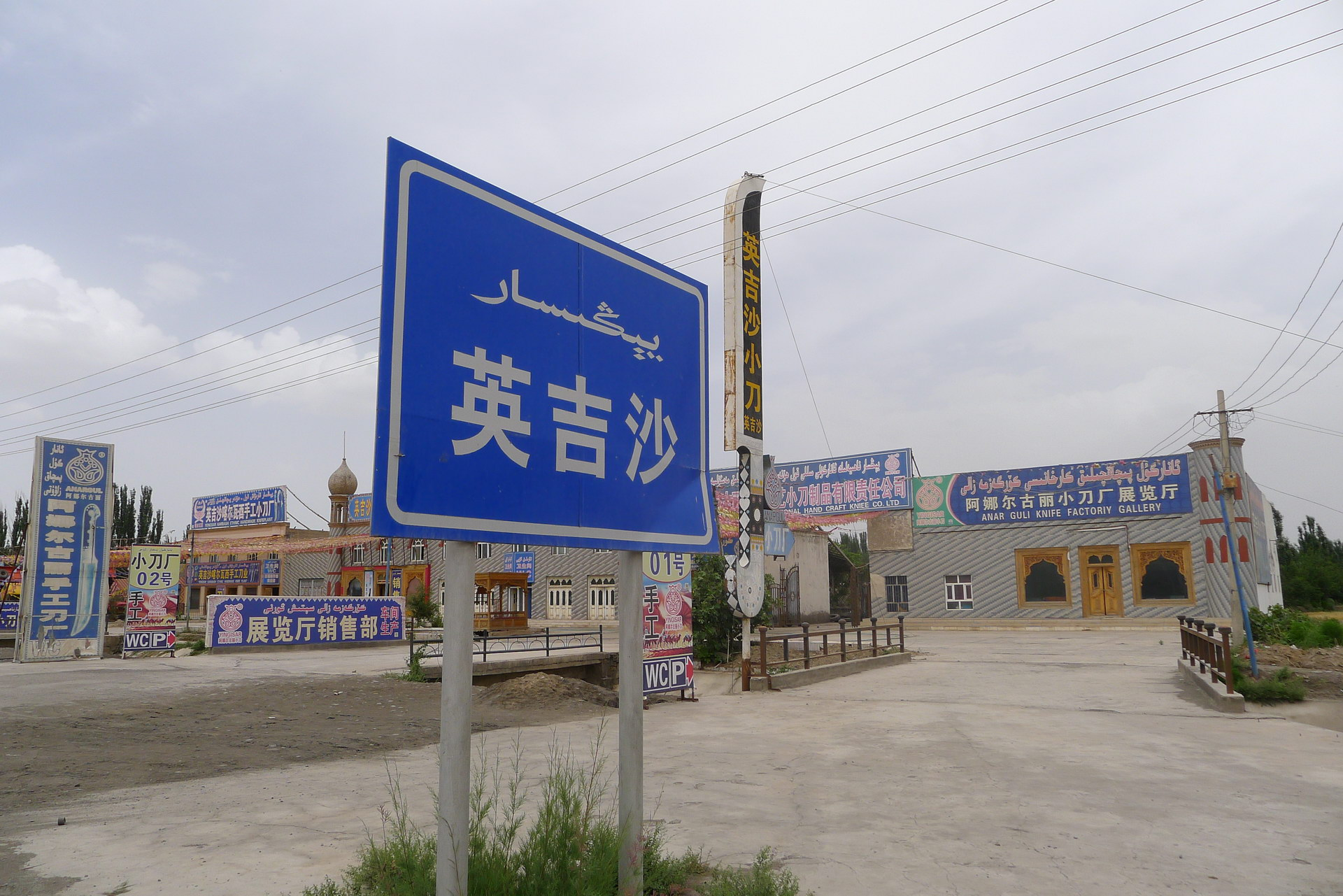
英吉沙县是维吾尔族传统小刀的著名产地

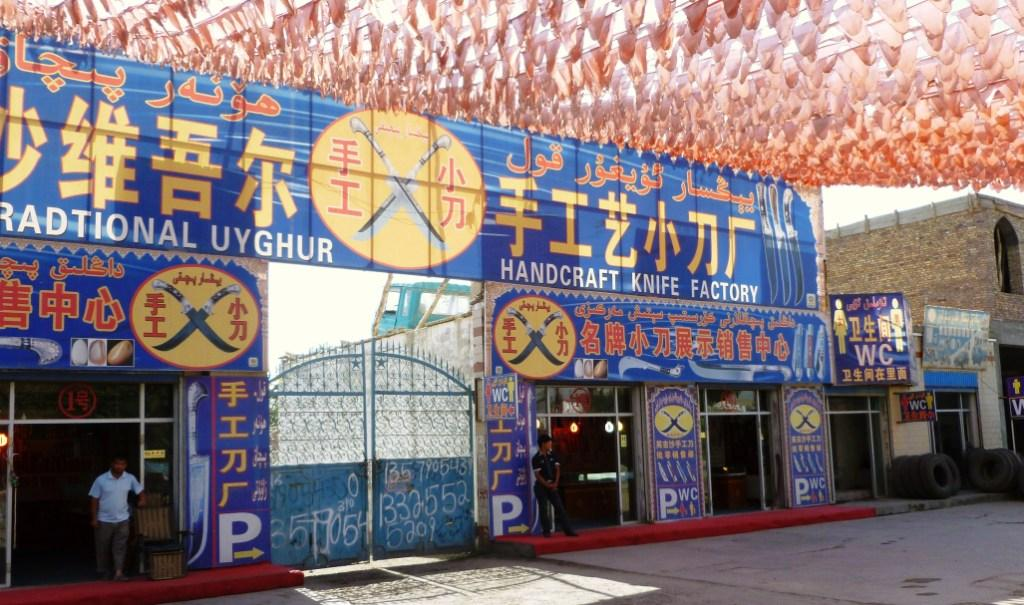
一家手工艺小刀厂

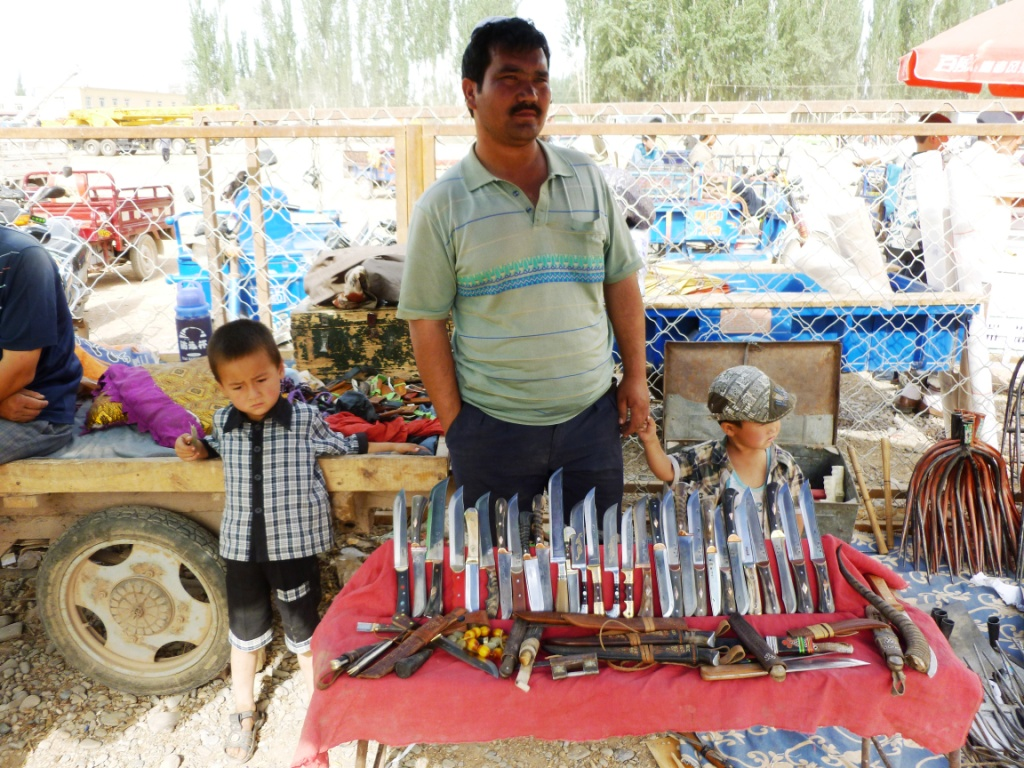
在喀什市场上的卖刀商贩

维吾尔传统小刀的制作首先需要进行选材，如今主要选取不锈钢或轴承钢。然后对钢材进行煅烧，维吾尔族传统的煅炉采用木炭加热，并使用羊皮风袋鼓风。煅烧的同时需要锻打出小刀的基本形状。在基本造型确定后，再次进行煅烧，之后取出刀坯放入清油中淬火。淬火完成后，便开始进行打磨并抛出血槽。传统的技艺会使用手动砂轮，如今大多会使用电动砂轮和磨光轮。打磨完成后，则需要进行防锈工艺。传统的防锈是通过油煮、蜡磨的方式完成，如今则多使用不锈钢和镀铬工艺。另外也有通过铸造制成刀坯的工艺，将融化金属倒入模具空腔中，待冷却后经过除沙、修复、打磨。之后便是装饰阶段，通过拼接、镶嵌等装饰手法，将不同材质的装饰物组合起来做成刀柄。再通过錾刻不同的纹样，装饰刀面和刀柄。
刀鞘的制作会使用到牛皮压花工艺，对牛皮压光后，染成黑色、黄色、棕色等颜色，通过裁剪制作成刀鞘。再使用刻刀刻出不同的纹样。再通过模具进行压花，用小锤敲打压印钉进行压印。有的刀鞘在压印的基础上还会进行宝石的镶嵌。
一把普通的小刀需要6到8小时制作，优质的小刀在熟练工人的制作下，也需要花费2天到3天。

## 样式
维吾尔族传统小刀款式多达数十种。小刀的大小不一，大的长可达半米有余，小的不过几厘米长，常见的小刀十余厘米。维吾尔族传统小刀受到波斯刀等刀具的影响，主要类型可分为刀直刃尖且对称的直刀、刀尖顶端向刀背方向翘起，刀柄向刀刃方向弯曲弯刀、可将刀刃折于刀柄的折刀、用鹿角、羚羊角、牛角等动物角做成刀柄的动物角式小刀。无论哪种类型，每把维吾尔族传统小刀都会使用“S”造型。
维吾尔族传统小刀刀片的形状包括月牙形、鱼腹形、凤尾形、雄鹰形等不同形状。小刀刀柄主要为圆柱体，外表使用铜、银、玉石、动物骨头、贝壳、动物角、桃木、枣木、宝石或者有机玻璃、塑料薄板等不同原材料组成不同的图案。颜色也有红色、绿色、褐色、橙色等。维吾尔族传统小刀会有不同的纹样进行装饰，常见的几何图案包括圆形装饰、线形装饰、菱形装饰以及网纹。植物也是装饰小刀的主要纹样，包括或单或双的巴旦木纹样、卷草纹样、玫瑰花、杏花纹样等。小刀的产地、制刀匠人的姓名、品牌名称或标志也会被标记在小刀之上。
因为地方标准的颁布，沙雅小刀有具体的分类，按刀柄材质可分为三种，即黄铜刀、白铜刀、银刀和金刀。按刀柄角质可分为鹿角刀、羊角刀和牛角刀三种。按刀柄外形可分为月亮刀、孔雀刀、直柄刀和弯把刀四种。地方标准为小刀的外观设计、选材、质量等方面提供了参考。

## 图片
| - 沙雅县工艺小刀 - 沙雅小刀——月亮刀 - 刻有“Xinjang Xayar（新疆沙雅）”字样沙雅小刀 - 英吉沙小刀，刀面刻有“英吉沙”三字 - 英吉沙小刀，刀面刻有巴旦木纹样 - 英吉沙小刀 - 打开时的维吾尔族传统小刀 - 合起来的维吾尔族传统小刀 - 维吾尔族传统小刀 |